# Dom DeLuise
Dominick DeLuise (Nova Iorque, 1 de agosto de 1933 – Santa Mônica, 4 de maio de 2009) foi um ator, comediante, diretor, produtor e chef norte-americano. Era casado com a atriz Carol Arthur e pai do pianista, ator, diretor, e escritor Peter DeLuise, e dos atores David DeLuise e Michael DeLuise. Estrelou em vários filmes dirigidos por Mel Brooks, em uma série de filmes com o melhor amigo Burt Reynolds, e dublou vários filmes de animação de Don Bluth. DeLuise faleceu no dia 4 de maio de 2009 de insuficiência renal no Saint John's Health Center, em Santa Mônica, Califórnia. Ele lutava contra um câncer há mais de um ano antes de sua morte.

## Filmografia parcial
- Diary of a Bachelor (1964)
- Fail Safe (1964)[4]
- The Glass Bottom Boat (1966)
- The Busy Body (1967)
- What's So Bad About Feeling Good? (1968)
- The Twelve Chairs (1970)
- Norwood (1970)
- Who Is Harry Kellerman and Why Is He Saying Those Terrible Things About Me? (1971)
- Every Little Crook and Nanny (1972)
- Blazing Saddles (1974)
- The Adventure of Sherlock Holmes' Smarter Brother (1975) - Eduardo Gambetti[4]
- Silent Movie (1976)
- The World's Greatest Lover (1977) - Zitz[4]
- Sextette (1978) - Dan Turner
- The End (1978) - Marlon Borunki
- The Cheap Detective (1978) - Pepe Damascus[4]
- The Muppet Movie (1979) - (cameo)
- Hot Stuff (1979) (também diretor)
- The Last Married Couple in America (1980) - Walter Homes
- Fatso (1980) - Dominic DeNapoli
- Wholly Moses (1980) - Shadrach
- Smokey and the Bandit II (1980) - dr. Frederico "Doc" Carlucci
- History of the World, Part I (1981) - imperador Nero[4]
- The Cannonball Run (1981) - Victor Prinzi/Capitão Caos[4]
- Pelle Svanslös (1981) (voz)
- The Secret of NIMH (1982) (voz) - Jeremy[5]
- The Best Little Whorehouse in Texas (1982)
- Cannonball Run II (1984) - Victor Prinzi/Capitão Caos[4]
- Johnny Dangerously (1984) - o Papa
- Haunted Honeymoon (1986) - tia Mary Kate[4]
- An American Tail (1986) (voz) - Tiger[5]
- A Taxi Driver in New York (1987) - Capitão T. Favretto
- Spaceballs (1987) (voz)[4]
- Going Bananas (1988)
- Oliver & Company (1988) - Fagin (voz)[5]
- The Princess and the Dwarf (1989)
- All Dogs Go to Heaven (1989) (voz)[5]
- Loose Cannons (1990) - Harry Gutterman
- Driving Me Crazy (1991)
- An American Tail: Fievel Goes West (1991) (voz)[5]
- Munchie (1992) (voz)[5]
- The Magic Voyage (1992) (voz)[5]
- Almost Pregnant (1992)
- The Skateboard Kid (1993) (voz)[5]
- Robin Hood: Men in Tights (1993) - Don Giovanni[4]
- Don't Drink the Water (1994) - Padre Drobney[4]
- The Silence of the Hams (1994) - Dr. Animal Cannibal Pizza
- A Troll in Central Park (1994) (voz)[5]
- The Tin Soldier (1995) - sr. Fallon
- All Dogs Go to Heaven 2 (1996) (voz)[5][4]
- Red Line (1996) - Jerry
- Boys Will Be Boys (1997)
- The Good Bad Guy (1997)
- Between the Sheets (1998) (Cameo)
- The Secret of NIMH 2: Timmy to the Rescue (1998) - Jeremy (voz)[5]
- The Godson (1998) - "The Oddfather"
- An American Tail: The Treasure of Manhattan Island (1998) (voz)[5]
- Baby Geniuses (1999) - Lenny[4]
- An American Tail: The Mystery of the Night Monster (1999) (voz)[5]
- Lion of Oz (2000) (voz)[5]
- The Brainiacs.com (2000)
- It's All About You (2001)
- My X-Girlfriend's Wedding Reception (2001)
- Remembering Mario (2003) (voz)
- Girl Play (2004)
- Breaking the Fifth (2004)
- Bongee Bear and the Kingdom of Rhythm (2006) (voz)